# خالد المظفر
خالد المظفر (13 مايو 1996 -)، ممثل ومغني كويتي. تخرج من المعهد العالي للفنون الموسيقية، بدأ مسيرته الفنية عام 2011 مع الفنان القدير طارق العلي، وبدأ في انتاج أعمالة الخاصة بمشاركة الأستاذ عبدالعزيز صفر وتجمعهم تعاونات كثيرة جعلت منهم من أهم الفنانين والمطورين للمسرح الكويتي الحالي.

## حياته

### مسيرته الفنية
بدأ في أكاديمية الشباب والفنون، وهُناك لاحظ موهبته المخرج عبد العزيز صفر؛ ليجعله يُشارك في مهرجان الشباب المسرحي تحت إدارة الهيئة العامة للشباب والرياضة، ومن هنا كانت انطلاقته في الساحة الفنيّة. وكان أول ظهور فني له في عام 2011 في البرنامج الدرامي «جدر الوالدة». إلا أن البداية الفعلية له كانت في مسرحية «بسنا فلوس» في العام 2012 مع الممثل طارق العلي.

### الحياة الشخصية
تُوفيت والدته في 11 فبراير 2011 عندما بلغ من العمر أربعة عشر عاماً. وهو ابن لعبد الله المظفر ولديه ثلاثة أشقاء.
في مارس 2018 تزوج خارج الوسط الفني.
في 1 أغسطس 2025 تعرض لجلطة دماغية وهو يؤدي أحدالعروض المسرحية في الرياض وتم نقله للمستشفى وفي اليوم التالي طمئن الجمهور على صحته بعد خروجه.

## الأعمال

### المسلسلات والبرامج
| سنه الإنتاج | اسم المسلسل         | بمشاركة                                                                                            |
| ----------- | ------------------- | -------------------------------------------------------------------------------------------------- |
| 2011        | جدر الوالدة         | طارق العلي، ياسة، شهاب حاجية، أحمد الفرج، محمد الحملي، إسماعيل سرور                                |
| 2012        | الفلتة 2            | طارق العلي، منى شداد، نورة العميري، سلطان الفرج، مبارك المانع                                      |
| 2013        | إلين اليوم          | إبراهيم الحربي، إلهام الفضالة، أحمد السلمان، هيا عبد السلام، ملاك، شفيقة يوسف، سلمى سالم، فؤاد علي |
| 2013        | حابل بنابل          | شهاب حاجية، أحمد الفرج، سلطان الفرج، مبارك المانع، مشعل القملاس                                    |
| 2013        | قررمش               | طارق العلي، هيا الشعيبي، سلطان الفرج، فوز الشطي، سعود الشويعي، عماد العكاري                        |
| 2014        | لمحات               | سعد الفرج، عبد الرحمن العقل، جمال الردهان، أسمهان توفيق، هدى الخطيب                                |
| 2014        | يوميات بو رعد       | مبارك المانع، سلطان الفرج، نورة العميري، محمد باش، أحمد الفرج                                      |
| 2015        | بنات الروضة         | سعاد علي، إلهام الفضالة، هيا الشعيبي، منى شداد، محمد جابر، عبد الإمام عبد الله                     |
| 2015        | بقايا ألم           | نواف النجم، غازي حسين، عبد الله بهمن، محمد المسلم، أحمد السلمان، شيماء علي                         |
| 2015        | الفصلة              | طارق العلي، أحمد الفرج، مرام البلوشي، نورة العميري، سلطان العلي، سعود الشويعي                      |
| 2016        | جميل ومستحيل        | سلطان الفرج، نورة العميري، ميس كمر                                                                 |
| 2016        | المسافات            | حسين المنصور، إلهام الفضالة، محمد العجيمي، ريم ارحمه، محمود بوشهري، عبد الله بهمن                  |
| 2017        | كان في كل زمان      | سعاد عبدالله ، صلاح الملا ، جاسم النبهان                                                           |
| 2018        | واحد مهم            | طارق العلي ، فخرية خميس ، منى شداد ، محمد الصيرفي                                                  |
| 2018        | بات نايت            | سلطان الفرج ، نوف السلطان                                                                          |
| 2018        | البطران             | عبدالرحمن العقل ، فخرية خميس ، الاء الهندي                                                         |
| 2019        | بلاني زماني         | حسن البلام ،احمد العونان ، إنتصار الشراح ، فهد البناي ، محمد الرمضان                               |
| 2020        | درويشيات            | عبدالناصر درويش ، مبارك المانع ، سلطان الفرج ، بشار الجزاف                                         |
| 2020        | السجن               | حسن البلام ، احمد العونان ، محمد الرمضان ، فهد البناي ، محمد عاشور                                 |
| 2021        | يا ما كان و كان     | عبدالناصر درويش ، احمد العونان ، مبارك المانع                                                      |
| 2021        | ستوديو 21           | ماجد مطرب ، خالد فراج ، ريماس منصور                                                                |
| 2021        | بنات مسعود          | جمال الردهان ، خليل الرميثي ، شيماء سبت ، خالد العجيرب ، سلوى بخيت                                 |
| 2022        | زواج إلا ربع        | خالد المظفر – عبد العزيز النصار – نوف السلطان – محمد عاشور – أحمد العونان                          |
| 2023        | عائلة أكرم عز الدين | عبدالله الخضر، نوف السلطان، أحمد المظفر، بيبي العبدالمحسن                                          |

### المسرحيات
| سنه الإنتاج | المسرحية          | بمشاركة                                                                                            |
| ----------- | ----------------- | -------------------------------------------------------------------------------------------------- |
| 2012        | بسنا فلوس         | طارق العلي، هيا الشعيبي، شهاب حاجية، سلطان الفرج، مبارك المانع، أحمد الفرج                         |
| 2013        | تحت الصفر         | طارق العلي، هيا الشعيبي، هاني الطباخ، سلطان الفرج، خالد العجيرب، سعود الشويعي                      |
| 2014        | الصيدة بلندن      | طارق العلي، أحمد السلمان، عبد الله بهمن، أمل عباس، سعود الشويعي                                    |
| 2015        | آن فولو           | طارق العلي، مرام البلوشي، أمل عباس، سعود الشويعي، نورة العميري                                     |
| 2016        | قلب للبيع         | طارق العلي، احمد الفرج، ميس كمر، شهاب حاجيه، خالد العجيرب، مي عبدالله، نورة العميري                |
| 2017        | ولد بطنها         | طارق العلي، عبدالرحمن العقل، ميس كمر                                                               |
| 2018        | هلا بالخميس       | طارق العلي ،شهاب حاجيه مشاري المجيبل                                                               |
| 2019        | ليلة زفتة         | حسن البلام ،عبدالعزيز النصار،فهد البناي                                                            |
| 2019        | مطلوب             | خالد العجيرب ، عبدالله بهمن ، شيلاء سبت ، عبدالله الحمادي ،ايمان الفيصل                            |
| 2021        | كومبارس           | خالد العجيرب، عبد الله بهمن، إيمان الحسيني                                                         |
| 2021        | قحفية وغترة وعقال | حسن البلام، أحمد العونان، فهد البناي، عبدالعزيز النصار                                             |
| 2021        | عزوبي السالمية    | هيا عبدالسلام، فؤاد علي, أحمد المظفر، مهدي دشتي، امير مطر                                          |
| 2021        | سوبر ماركت        | حسن البلام، أحمد العونان، فهد البناي، عبدالعزيز النصار                                             |
| 2022        | موعد مع معاليه    | فوز الشطي، محمد الدوسري، خالد العجيرب، ابراهيم الشيخلي، زينب بهمن                                  |
| 2023        | المحترمين         | ايمان فيصل، محمد الدوسري، زينب بهمن، مهدي دشتي، سلمان كايد                                         |
| 2024        | الاول من نوعه     | خالد المظفر، عبدالله بهمن، محمد صفر، ايمان الفيصل، احمد المظفر، اريج العطار، مهدي دشتي، سلمان كايد |
| 2025        | ملك المسرح        | خالد المظفر، عبدالله بهمن، محمد صفر، ايمان الفيصل، احمد المظفر، اريج العطار، مهدي دشتي، سلمان كايد |

## روابط خارجية
- خالد المظفر على موقع قاعدة بيانات الأفلام العربية
- خالد المظفر على موقع ميوزك برينز (الإنجليزية)